# 黃陂三鮮
黄陂三鲜是一道湖北省武汉市黄陂区传统菜肴，由鱼丸、肉丸、肉糕制成，因而得名，也称黄陂三宝、黄陂三合。

## 歷史
1997年出版的《中国名菜荆楚风味》中，记载了黄陂三鲜的两种来历：
- 版本一：百余年前，黄陂南门外有一列姓熟食店，仅经营肉糕、鱼丸杂烩，生意冷落，直至一日一位外地返回的厨师自荐帮助其经营，将鱼丸、肉丸与切成条块的肉糕摆放成红、黄、白三色相间的形态，标上“黄陂三合”的名称出售，熟食店生意逐渐兴旺，此菜逐渐传遍三楚；
- 版本二：明末崇祯十五年，李自成率军攻破黄陂县城，当地百姓为庆祝胜利，拿出节日才享用的鱼丸、肉丸、肉糕犒劳起义军将士并将送来的菜合烩，受到起义军将士喜爱，黄陂三鲜因而出名、流传于民间。

2014年，宝庆楼黄陂三鲜申报成为武汉市非物质文化遗产，2020年，黄陂三鲜制作技艺上榜第六批湖北省非物质文化遗产代表性项目名录。

## 特点
此菜具有吉祥喜庆的寓意，菜名、菜品外观具备吉庆色彩，常作为酒席的压轴菜。虽食材简单，但制作工艺复杂，因此黄陂当地有“无三鲜（合）不成席”的说法。